# Paul Neumann (játékvezető)
Paul Neumann (1869 – ?) német nemzetközi labdarúgó-játékvezető.

## Pályafutása

### Nemzetközi játékvezetés
A Német labdarúgó-szövetség Játékvezető Bizottsága (JB) 1907-ben terjesztette fel nemzetközi játékvezetőnek, a Nemzetközi Labdarúgó-szövetség (FIFA) bíróinak keretébe. Több nemzetek közötti válogatott és klubmérkőzést vezetett. Az aktív nemzetközi játékvezetéstől 1909-ben búcsúzott.

## Magyar vonatkozás
| Időpont           | Helyszín                   | Mérkőzés típusa         | Mérkőzés              | Eredmény | Nézők száma |
| ----------------- | -------------------------- | ----------------------- | --------------------- | -------- | ----------- |
| 1909. május 2.    | Cricketter-pálya, Bécs     | 20. válogatott mérkőzés | Ausztria–Magyarország | 3 : 4    | 1 000       |
| 1909. november 7. | Millenáris-pálya, Budapest | 24. válogatott mérkőzés | Magyarország–Ausztria | 2 : 2    | 10 000      |

## Külső hivatkozások
- Paul Neumann. World Referee. (Hozzáférés: 2012. március 28.)[halott link]
- Paul Neumann. footballzz.com. (Hozzáférés: 2012. március 28.)
- Paul Neumann. eu-football.info. (Hozzáférés: 2012. március 28.)
- Paul Neumann. iffhs.de. (Hozzáférés: 2012. március 28.)
- Paul Neumann. iffhs.de. (Hozzáférés: 2012. március 28.)